# 鹼化物
鹼化物是含有鹼金屬元素陰離子的化合物。例如[Na(2,2,2-crypt)]+Na− 中有一個鈉的陰離子，即為鹼化物。第一個鹼化物出現在1970年代，目前也己發現含有鉀、銣、銫陰離子的鹼化物。
鹼化物相當特殊，因為以往認為鹼金屬元素在化合物中只會以陽離子的方式存在，而且鹼金屬元素陰離子的活性相當強，可以打破大部份的共價鍵。在鹼化物中使用了特殊的穴醚來隔離鹼金屬陰離子，因此才能在室溫下穩定存在。
鹼化物與電子鹽有相似的化學性質。

## “普通”的碱金属化合物
碱金属可以形成许多众所皆知的盐类。 氯化钠 (普通食盐)，Na+Cl−，是碱金属（如钠）的普通价态 +1 的化合物。 在这个离子化合物里，钠阳离子和氯阴离子结合在一起。稳定的 Na+ 是钠电离一个电子产生的阳离子，氧化态 +1 。它非常稳定，因为它满足八隅体规则。

## 碱化物的种类
已知的碱化物有:
- 钠化物，Na−
- 钾化物，K−
- 铷化物，Rb−
- 铯化物，Cs−

假想的碱化物:
- "锂化物"，Li−
- "钫化物"，Fr−

## 例子
通常，由于碱金属阴离子的高反应活性，碱化物是热力学不稳定的。从理论上讲，它能够破坏典型的配体中的大多数共价键，包括穴醚里的碳－氧键。引入一种特殊的含有胺而不是醚键的穴状配体，可以分离出在室温下稳定的钾化物和钠化物。
一些碱化物已被合成:
- AdzH+Na-, 为反氢化钠
- [Na(cryptand[2.2.2])]+Na−, 已被发现。这种盐同时有 Na+ 和 Na−两种钠离子。穴醚分离并稳定了Na+，防止其被Na-还原。
- 钠化叠氮穴醚化钡, Ba2+(H5Azacryptand[2.2.2]−)Na−⋅2MeNH2，已成功合成。[6]
- Na+ 和 Na- 的二聚体都被发现了。[6]